# 大野雄治
大野 雄治（おおの ゆうじ、1969年5月15日 - ）は、日本のテニス選手。

## 人物
神奈川県川崎市出身。清風高等学校卒。1994年全日本ローンシングルス準優勝、1995年全日本ローンシングルス準優勝。全日本選手権8位。2000年テレビ東京 のバラエティー番組ASAYANの世界標準企画に出演していた、中村藍子(世界女子テニス連盟最高順位47位)の中学･高校時(1997年～2002年)のプライベートコーチでもあり、番組にもコーチとして出演。

## 著書
- 『あなたの悩みを一発解決!!即効テニスクリニック』(2010年スキージャーナル刊)